# Tourisme atomique
 (janvier 2011).
Si vous disposez d'ouvrages ou d'articles de référence ou si vous connaissez des sites web de qualité traitant du thème abordé ici, merci de compléter l'article en donnant les références utiles à sa vérifiabilité et en les liant à la section « Notes et références ».

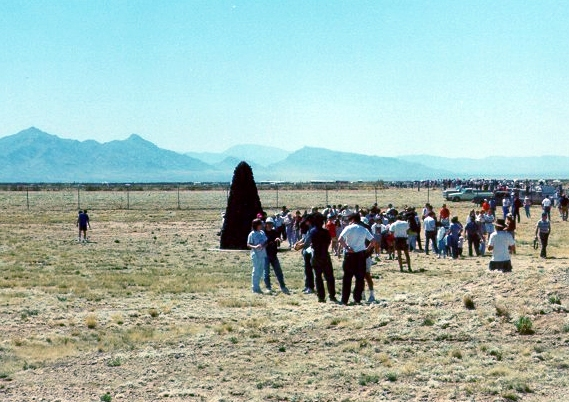
Touristes sur le Site Trinity, au Nouveau-Mexique.

Le tourisme atomique ou tourisme nucléaire est un style de tourisme relativement nouveau[évasif] dans lequel les touristes s'intéressent à l'histoire de la technologie atomique en voyageant vers des sites majeurs de l’histoire de l’atome. Ces sites sont typiquement ceux qui ont été le théâtre d'explosions ou ceux des lieux ou des véhicules transportant les bombes.
Pour les sites consacrés à l'industrie nucléaire, le terme de tourisme industriel s'applique. Pour ceux associés à l'utilisation militaire de la technologie atomique, le terme de tourisme de mémoire convient. Les lieux marqués par un traumatisme civil ou militaire lié à l'atome, caractérisent le tourisme noir ou tourisme morbide[réf. nécessaire].

## Sites concernés
Trois catégories de lieux peuvent être concernés par cette forme de tourisme : ceux liés à l'extraction minière des matières premières (carrières d'uranium, infrastructures d'extraction, par exemple) ; des sites touchés par des explosions contrôlées (essais nucléaires) ou par des conflits ; des lieux créés pour commémorer des évènements de l'histoire de l'atome ou pour expliquer cette industrie (musées).

### Sites d'explosion

#### Actes militaires guerriers
- Hiroshima
- Nagasaki

#### Essais nucléaires
- Site Trinity, Alamogordo, Nouveau-Mexique, site de la première explosion atomique le 16 juillet 1945
- Site d'essais du Nevada
- Atoll de Bikini
- Reggane

#### Accidents atomiques
- Catastrophe de Tchernobyl
- Accident de Three Mile Island
- Incendie de Windscale
- Accident nucléaire de Fukushima

### Musées de l'atome
- Aérodrome de Tinian : site de lancement des bombardements atomiques de Hiroshima et Nagasaki, Japon durant la Seconde Guerre mondiale
- Le Titan Missile Museum à Green Valley en Arizona : musée public d'un lanceur de missile souterrain
- Urêka, musée de la mine d'uranium de Bessines-sur-Gartempe